# Samantha Irby
Pour les articles homonymes, voir Irby.
Samantha Irby est une comédienne, autrice et blogueuse africaine-américaine,. Elle dirige le blog bitches gotta eat, qui contient des articles autobiographiques. Irby a également co-organisé le live show Guts and Glory à Chicago avec Keith Ecker jusqu'en 2015.
En 2016 FX a annoncé avoir racheté les droits de télévision de Meaty publié en 2013 et du blog d'Irby avec l'intention de les adapter en série.

## Biographie
Irby a grandi à Evanston (Illinois), près de Chicago.
Elle étudie à la Northern Illinois University, mais elle abandonne en première année à la suite du décès de sa mère, atteinte de la sclérose en plaques. Irby commence à écrire au début des années 2000 sur un blog myspace.

## Carrière professionnelle
Dans son blog, bitches gotta eat (les chiennes doivent manger), Irby traite audacieusement et avec humour de questions auxquelles elle a été confrontées sa vie durant, comme sa race, son poids, et son genre. Irby  commence son blog en 2009, et elle publie ensuite trois livres: We Are Never Meeting in Real Life, Meaty, and New Year, Same Trash. Elle co-organise The Sunday Night Sex Show, performed, et joue dans plusieurs spectacles tels que The Paper Machete et Story Club. Son travail est publié dans The Rumpus, In Our Words, et Jezebel,,.
En 2017, son second livre, We Are never Meeting in Real Life est publié par Vintage Books. Il  reçoit des critiques positives et apparait sur la liste des meilleures ventes de The New York Times dans la catégorie des livres de poche de fiction.
Son premier livre Meaty est adapté en émission de télévision sur FX, Guts and Glory, avec le comédien Abbi Jacobson et l'écrivain Jessi Klein (en).

## Vie personnelle
Irby épouse Kirsten Jennings en 2016. Elle réside et travaille à Kalamazoo, dans le Michigan. Irby est atteinte de la maladie de Crohn, d'arthrite dégénérative et de dépression, maladies sur lesquelles elle communique. Elle est l'amie de l'écrivaine Roxane Gay.